# Coupe nordique de futsal 2017
Navigation
Édition précédente 2018
La Coupe nordique de futsal 2017 est la quatrième édition de la Coupe nordique de futsal qui a lieu en Norvège dans la ville de Stjørdal, un tournoi international de football pour les États des Pays nordiques affiliées à la FIFA organisée par l'UEFA.

Pays nordiques

Le 5 décembre 2017, la Finlande championne en titre, joue le premier match du tournoi contre la Suède, est remporte la rencontre 6 à 1.
Pour son premier le Danemark remporte sa rencontre face à la Norvège 1 à 0.
Le 6 décembre 2017, la suède perd son second match face au Danemark 4 à 3.
Lors de la seconde rencontre la Finlande conserve sa première place du classement en battant le Groenland 4 à 1.
Le 7 décembre 2017, la Finlande remporte sa troisième rencontre en battant l’hôte de la compétition 3 à 1.
La Suède remporte son premier match après avoir vaincu le Groenland 5 à 3.
Le 8 décembre 2017, le Danemark fait match nul contre le Groenland 2 à 2. La Suède perd sa chance d’être sur le podium en perdant face à la Norvège 3 à 1.
Le 9 décembre 2017, la Finlande remporte son troisième titre de champion après avoir vaincu le Danemark 4 à 3.
Lors du dernier match la Norvège est le Groenland termine sur un match nul 3 à 3.

## Classements et résultats
| Équipe    | J | V | N | D | BM | BE | DB  | Pts |
| --------- | - | - | - | - | -- | -- | --- | --- |
| Finlande  | 4 | 4 | 0 | 0 | 17 | 6  | +11 | 12  |
| Danemark  | 4 | 2 | 1 | 1 | 10 | 9  | +1  | 7   |
| Norvège   | 4 | 1 | 1 | 2 | 7  | 8  | -1  | 4   |
| Suède     | 4 | 1 | 0 | 3 | 10 | 16 | -6  | 3   |
| Groenland | 4 | 0 | 2 | 2 | 9  | 14 | -5  | 2   |

| 5 décembre 2017 | Finlande                                                      | 6 - 1 | Suède           | Arena Stjørdalshallen, Stjørdal, Norvège |  |
|                 | Miika Hosio 8e 34e 59e · Jarmo Junno 23e 39e · Panu Autio 24e |       | 6e Petrit Zhubi |                                          |  |
|                 | (Rapport)                                                     |       |                 |                                          |  |

| 5 décembre 2017 | Norvège   | 0 - 1 | Danemark            | Arena Stjørdalshallen, Stjørdal, Norvège |
|                 |           |       | ? Mads Falck Larsen |                                          |
|                 | (Rapport) |       |                     |                                          |

| 6 décembre 2017 | Suède                                                       | 3 - 4 | Danemark                                                                                  | Arena Stjørdalshallen, Stjørdal, Norvège |  |
|                 | Kristian Legiec 19e · Petrit Zhubi 20e · Jihad Nashabat 33e |       | 18e Mohamed Mojab · 26e Bothmann Hougaard · 29e Kevin Jørgensen · 29e Morten Borum Larsen |                                          |  |
|                 | (Rapport)                                                   |       |                                                                                           |                                          |  |

| 6 décembre 2017 | Finlande                                                        | 4 - 1 | Groenland              | Arena Stjørdalshallen, Stjørdal, Norvège |  |
|                 | Miika Hosio 11e · Arber Istrefi 14e · Juhana Jyrkiainen 1re 20e |       | 25e Karsten M.Andersen |                                          |  |
|                 | (Rapport)                                                       |       |                        |                                          |  |

| 7 décembre 2017 | Finlande                                          | 3 - 1 | Norvège          | Arena Stjørdalshallen, Stjørdal, Norvège |  |
|                 | Panu Autio ? · Iiro Vanha ? · Juhana Jyrkiainen ? |       | ? Ayoub Blomberg |                                          |  |
|                 | (Rapport)                                         |       |                  |                                          |  |

| 7 décembre 2017 | Suède | 5 - 3 | Groenland                                                           | Arena Stjørdalshallen, Stjørdal, Norvège |  |
|                 | Mathias Etéus 14e · Irfan Delimedjac 17e · Nicklas Asp 27e · Carl Fredrik Johnsson 34e · Nima Kadivar 36e |       | 6e Søren Kreutzmann · 27e Niklas Thorleifsen · 33e Kuluk Ezekiassen |                                          |  |
|                 | (Rapport)                                                                                                 |       |                                                                     |                                          |  |

| 8 décembre 2017 | Danemark                                    | 2 - 2 | Groenland                          | Arena Stjørdalshallen, Stjørdal, Norvège |  |
|                 | Brian Mengel Thomsen ? · Magnus Rasmussen ? |       | ? Morten Fleischer · ? Ari Hermann |                                          |  |
|                 | (Rapport)                                   |       |                                    |                                          |  |

| 8 décembre 2017 | Norvège                                                   | 3 - 1 | Suède           | Arena Stjørdalshallen, Stjørdal, Norvège |  |
|                 | Eirik Valla Dønnem ? · Kim Rune Ovesen ? · Jonas Wiseth ? |       | ? Mathias Etéus |                                          |  |
|                 | (Rapport)                                                 |       |                 |                                          |  |

| 9 décembre 2017 | Finlande                                                        | 4 - 3 | Danemark                                                     | Arena Stjørdalshallen, Stjørdal, Norvège |  |
|                 | Jukka Kytölä ? · Mikko Kytölä ? · Jarmo Junno ? · Miika Hosio ? |       | ? Mads Falck Larsen · ? Zakaria El-Ouaz · ? Magnus Rasmussen |                                          |  |
|                 | (Rapport)                                                       |       |                                                              |                                          |  |

| 9 décembre 2017 | Norvège                                                        | 3 - 3 | Groenland                                                           | Arena Stjørdalshallen, Stjørdal, Norvège |  |
|                 | Erlend Tjøtta Vie ? · Tobias Schjetne ? · Eirik Valla Dønnem ? |       | ? John Ludvig Broberg · ? Hans Karl Berthelsen · ? Søren Kreutzmann |                                          |  |
|                 | (Rapport)                                                      |       |                                                                     |                                          |  |

## Meilleurs buteurs
| 5 buts - Miika Hosio 3 buts - Juhana Jyrkiainen - Jarmo Junno 2 buts - Panu Autio - Petrit Zhubi - Mathias Etéus - Mads Falck Larsen - Magnus Rasmussen - Søren Kreutzmann - Eirik Valla Dønnem | 1 but - Karsten M.Andersen - John Ludvig Broberg - Hans Karl Berthelsen - Niklas Thorleifsen - Kuluk Ezekiassen - Morten Fleischer - Ari Hermann - Arber Istrefi - Iiro Vanha - Jukka Kytölä - Mikko Kytölä - Zakaria El-Ouaz - Mohamed Mojab - Bothmann Hougaard - Kevin Jørgensen - Morten Borum Larsen - Brian Mengel Thomsen - Carl Fredrik Johnsson - Irfan Delimedjac - Kristian Legiec - Jihad Nashabat - Nima Kadivar - Nicklas Asp - Ayoub Blomberg - Kim Rune Ovesen - Jonas Wiseth - Erlend Tjøtta Vie - Tobias Schjetne |

## Sélections
Finlande
 Suède
 Norvège
 Danemark
 Groenland,